# Sospirolo
Sospirolo – miejscowość i gmina we Włoszech, w regionie Wenecja Euganejska, w prowincji Belluno.

## Zaludnienie
Według danych na styczeń 2009 gminę zamieszkiwało 3237 osób przy gęstości zaludnienia 49,0 os./1 km².